# Schwarzes Gold (Politik)
Schwarzes Gold (chinesisch 黑金政治, Pinyin hēijīn zhèngzhì, kurz 黑金,  hēijīn) ist ein Terminus für Korruption und kriminelle Einflüsse auf die Politik der Republik China (Taiwan). Schwarzes Gold ist die regionaltypische Bezeichnung innerhalb der Medien für ein sich gegenseitig beeinflussendes Dreieck aus organisierter Kriminalität, freier Wirtschaft und Politik. Hierbei steht „Schwarz“  (黑 hēi) für die Illegalität und Obskurität dieser dunklen Machenschaften und „Gold“ (金 jīn) als Metapher für Geld.
Die Partei Kuomintang (KMT) wird regelmäßig wegen ihrer Kontakte zur organisierten Kriminalität und dem Schwarzen Gold kritisiert. Der Partei werden Verbindungen zur Unterwelt nachgesagt, seit Sun Yat-sen Mitglied einer Triade war, um Unterstützung für seine Xinhai-Revolution zu erhalten. Nachdem die meisten Mitglieder der KMT während des Chinesischen Bürgerkrieges nach Taiwan flohen, strebte der von 1993 bis 1996 amtierende Justizminister und ehemaliger Bürgermeisters Taipehs und Präsident der Republik China Ma Ying-jeou die Bekämpfung des Schwarzen Goldes an.
Die Demokratische Fortschrittspartei (DPP) erreichte in den 1990ern beachtliche Popularität durch ihre Reformanstrengungen. Präsident Chen Shui-bian, der ehemalige Bürgermeister Taipehs, wurde während seiner Karriere wohlwollend wegen seiner Versuche, gegen das Schwarze Gold vorzugehen, wahrgenommen. Jedoch wurde Chen – auch von ehemaligen Kollegen und Befürwortern – kritisiert, seine Macht für eigene Interessen zu missbrauchen.
Der ehemalige Vorsitzende der DPP, Hsu Hsin-liang, klagte Chen in einer öffentlichen Rede für den Betrug der Ideale der DPP nach seiner Machtübernahme an. Nach einer Reihe von Korruptionsskandalen schrumpfte die Popularität der DPP bei den Kommunalwahlen 2005. Mit der Kampagne „Rettet Taiwan vor Korruption“ gewann die von der KMT geführte pan-blaue Koalition 16 von 23 Landkreis- und Stadtwahlen und erlangte die Majorität auf Kommunalebene.